# Günter Tondorf
Günter Tondorf (* 8. Juli 1934 in Bonn; † 13. Juni 2023 in  Mannheim) war ein deutscher Rechtswissenschaftler, Fachanwalt für Strafrecht und Honorarprofessor an der Universität zu Köln. 

## Werdegang
Tondorfs Vater war Kaufmann, seine Mutter Hausfrau. In Bonn-Dottendorf besuchte er die Volksschule, anschließend bis 1951 das staatliche Beethoven-Gymnasium Bonn. Nach Umzug der Familie absolvierte er die letzten Jahre bis zum Abitur 1955 am Humboldt-Gymnasium Düsseldorf, anschließend studierte Tondorf Rechtswissenschaften an der Universität zu Köln und
der Freien Universität Berlin. 1961 trat er in den Juristischen Vorbereitungsdienst ein, der ihn in den folgenden drei Jahren zurück nach Düsseldorf und auch nach Rosenheim führte. 1965 wurde Tondorf mit einer Dissertation zum Thema Der Aufopferungsanspruch im Zivilrecht bei Hans Carl Nipperdey an der Universität zu Köln zum Dr. jur. promoviert. Am 13. Mai 1966 erfolgte seine Zulassung als Rechtsanwalt. 1967 gründete Tondorf eine eigene Anwaltssozietät in Düsseldorf. Schwerpunkte seiner Tätigkeit liegen im Straf- und Strafvollstreckungsrecht.
Tondorf war 1974 Gründungsmitglied von Deutsche Strafverteidiger e.V. sowie 1991 von Anwälte für Ärzte e.V. und ist seit 1991 Beirat der Fachzeitschrift Strafverteidiger. Bekanntheit erlangte er durch Fälle wie z. B. die von Rolf Bossi übernommene Verteidigung der Vergewaltiger von Silvia K., als bestellter Sachverwalter bei der Hermann-Niermann-Stiftung, als Verteidiger von Norbert Rüther in der Kölner Spendenaffäre, beim Drogenprozess gegen Jörg Immendorff, beim Prozess gegen den vierfachen Frauenmörder Gerhard Manfred Börner 1989, dem Prozess um die Brandkatastrophe am Düsseldorfer Flughafen 1996. oder als Verteidiger des Ex-Konzernbetriebsratsvorsitzenden Jürgen Ladberg im Mannesmann-Prozess.
Von 1993 an war Tondorf Lehrbeauftragter für Theorie und Praxis der Strafverteidigung an der Universität zu Köln. 2000 erfolgte seine Berufung zum Honorarprofessor an der Universität zu Köln. Als SPD-Mitglied war er zudem viele Jahre Mitglied in der Arbeitsgemeinschaft sozialdemokratischer Juristen tätig.
Von 2003 bis 2009 war Tondorf wissenschaftlicher Leiter des Instituts für Konfliktforschung e.V. in Köln, zu dessen Mitbegründern er 1976 zählte und das auf interdisziplinären Foren in Maria Laach unter Kriminologen, Strafjuristen, Rechtspsychologen und forensischen Psychiatern kriminalwissenschaftliche Fragen erörtert. Tondorf ist auch Mitautor des Standardwerks Beck'sches Formularbuch für den Strafverteidiger. In den Jahren 1980/81 war Tondorf an der Erstellung des Musterentwurfs für ein 
Maßregelvollzuggesetz beteiligt, 1984 wurde er vor dem Landtag NRW zum Erlass des Maßregelvollzuggesetzes für Nordrhein-Westfalen als Sachverständiger angehört.
Von 1970 bis 1974 war Tondorf Mitglied des Düsseldorfer Stadtrats. Bei der NRW-Landtagswahl 1980 kandidierte er für den Wahlkreis 49 in Düsseldorf. 1983 war er Gründungsmitglied des Initiativkreiseses Kultur in Düsseldorf e.V., dessen Vorstand er bis heute ununterbrochen angehört. Ab 1988 war er über zehn Jahre hinweg Vorstandsmitglied des Kreisverbandes Düsseldorf der Arbeiterwohlfahrt.

## Privates
Im Mai 1964 heirateten Günter Tondorf und Ursula Geck († 2020). Die Tochter des Paares, Babette Tondorf, zählt gemeinsam mit Günter Tondorf zu den Mitverfassern juristischer Standardwerke und ist selbst als Strafverteidigerin in Hamburg tätig.

## Publikationen
- Psychologische und psychiatrische Sachverständige im Strafverfahren. 3. Auflage C.F. Müller Verlag 2011 ISBN 978-3-8114-5714-0
- mit Heinz Kammeier: Streben nach Gerechtigkeit. Lit Verlag 2004 ISBN 978-3-8258-6889-5
- Staatsdienst und Ethik: Korruption in Deutschland. Nomos Verlag 1995 ISBN 978-3-7890-3865-5
- Verzeichnis von Rechtsanwältinnen und Rechtsanwälten für Rechtsberatungen und Pflichtverteidigungen im Massregelvollzug. Holger Harfst Verlag Würzburg 1996 ISBN 978-3-926557-08-7
- Die Ärzteschaft im Spannungsfeld des Strafrechts. JFB-Verlag 1998 ISBN 978-3-931027-05-6